# تاغيلا (صلصة)
تاغيلا  هي صلصة جزائرية تقليدية، أصلها من واحة مرتوتك، هي قرية تقع في بلدية إيدلس، في دائرة تزروك، ولاية تمنراست، الجزائر. تقع في جبال هقار الشمالية على الجهة الشرقية لوادي، على بعد 61 كيلومترًا شمال غرب بلدة إيدلس و158 كيلومترًا شمال تمنراست.

## طريقة التحضير
تُحضر هذه الصلصة بالطماطم والخضروات مثل الجزر والكوسا والبصل والثوم. العنصر الأساسي لإعداده هو رأس الحانوت الذي يحتوي على مزيج من التوابل التقليدية في المنطقة منها الفلفل والكزبرة والقرنفل والزنجبيل والهيل وجوزة الطيب والقرفة والفلفل الحار.

## استهلاك
على الرغم من أن هذه الصلصة مخصصة لاستهلاك التاغويلا المتفتتة، إلا أنه يمكن استخدامها أيضًا لاستهلاك لحم البقر أو لحم الضأن أو لحم الإبل أو لحم الماعز.